# Лозаннский мирный договор (1923)
Лозаннский мирный договор 1923 года — один из основных итоговых документов Лозаннской конференции 1922—1923, подписан 24 июля 1923 года Великобританией, Францией, Италией, Японией, Грецией, Румынией, Королевством сербов, хорватов и словенцев, с одной стороны, и Турцией — с другой. Заменил некоторые пункты Севрского мирного договора 1920 года.
Турецкую делегацию возглавлял Исмет Инёню. Договор установил новые границы Турции, юридически оформив распад Османской империи и закрепив территорию Турции в её современных границах на Западе и Юге (за исключением Александреттского санджака, возвращённого Турции только 29 июня 1939 года). Договор провозглашал мир между Турцией и державами Антанты. Турция сохранила за собой Восточную Фракию, Смирну, анатолийскую часть побережья Средиземного моря, Киликию (кроме Александреттского санджака) и Западную Армению, отторгнутые от неё по Севрскому мирному договору 1920 года. В то же время, Турция отказалась от претензий и утратила контроль над Аравией, Египтом, Суданом, Триполитанией, Киренаикой, Месопотамией, Палестиной, Трансиорданией, Ливаном и Сирией, островами в Эгейском море (вкл. Лемнос, Самотраки, Лесбос, Хиос, Самос, Икария). Граница во Фракии была установлена по линии реки Марица.
Решение вопроса о границе с Ираком и, соответственно, контроле над нефтеносным районом Мосул, откладывалось до определения её Турцией и Великобританией, а при недостижении согласия в течение 9 месяцев передавалось в Лигу Наций (см. Мосульский конфликт).
Договор отменил режим капитуляций (экономических и политических привилегий иностранцев) в Турции и международный финансовый контроль над Турцией. Турция соглашалась на выплату части Оттоманского долга (внешнего долга Османской империи). Оттоманский долг распределялся между Турцией и теми державами, в пользу которых была отделена от Османской империи территория в результате войн 1912—1923 годов. Оттоманский долг должен был погашаться в равных долях в течение 20 лет.
В вопросе о проливах английская дипломатия добилась значительных уступок со стороны Турции: договор предусматривал свободу прохода через проливы в мирное и военное время торговых и военных (морских и воздушных) судов и демилитаризацию Босфора и Дарданелл, то есть уничтожение береговых укреплений. Максимальное число судов, которые любая страна могла провести через проливы в Чёрное море, не должно было превышать численности военно-морских сил, принадлежащих самому большому черноморскому флоту. Вместе с тем державы получали право при всяких обстоятельствах посылать в Чёрное море не более трёх судов, ни одно из которых не должно было превышать 10 тысяч тонн.
В Стамбуле учреждалась международная комиссия — Комиссия проливов — из представителей Франции, Великобритании, Италии, Японии, Болгарии, Греции, Румынии, СССР, Югославии и Турции. В случае присоединения США к Лозаннскому договору они получали право иметь в комиссии своего представителя.
Греция обязывалась возместить «ущерб, причинённый в Анатолии противными законам войны действиями эллинской армии или эллинской администрации». С другой стороны, Турция, принимая во внимание положение Греции, отказывалась от всяких претензий на репарации.
Турция добилась отказа Антанты от создания какой-либо автономии для армян и курдов. В целях недопущения этнических конфликтов между турками и проживавшими в Малой Азии греками правительства Турции и Греции договорились об обмене населением. (См. Греко-турецкий обмен населением).
23 августа 1923 года Договор ратифицировала Турция; к 6 августа 1924 года — все остальные участники Договора, за исключением Королевства сербов, хорватов и словенцев, которое заявило о несогласии с отнесением на его счёт части Оттоманского долга. 
Турция добилась отказа Антанты от создания «национального очага» армян. Предусмотренное Севрским договором создание армянской автономии было Лозаннским миром отменено. Армяне не получили никаких привилегий и приравнивались к обычным турецким гражданам. Из страны выдворялись все этнические греки, исключение составляли жители Константинополя греческой национальности.